# Slaget vid Landsbro

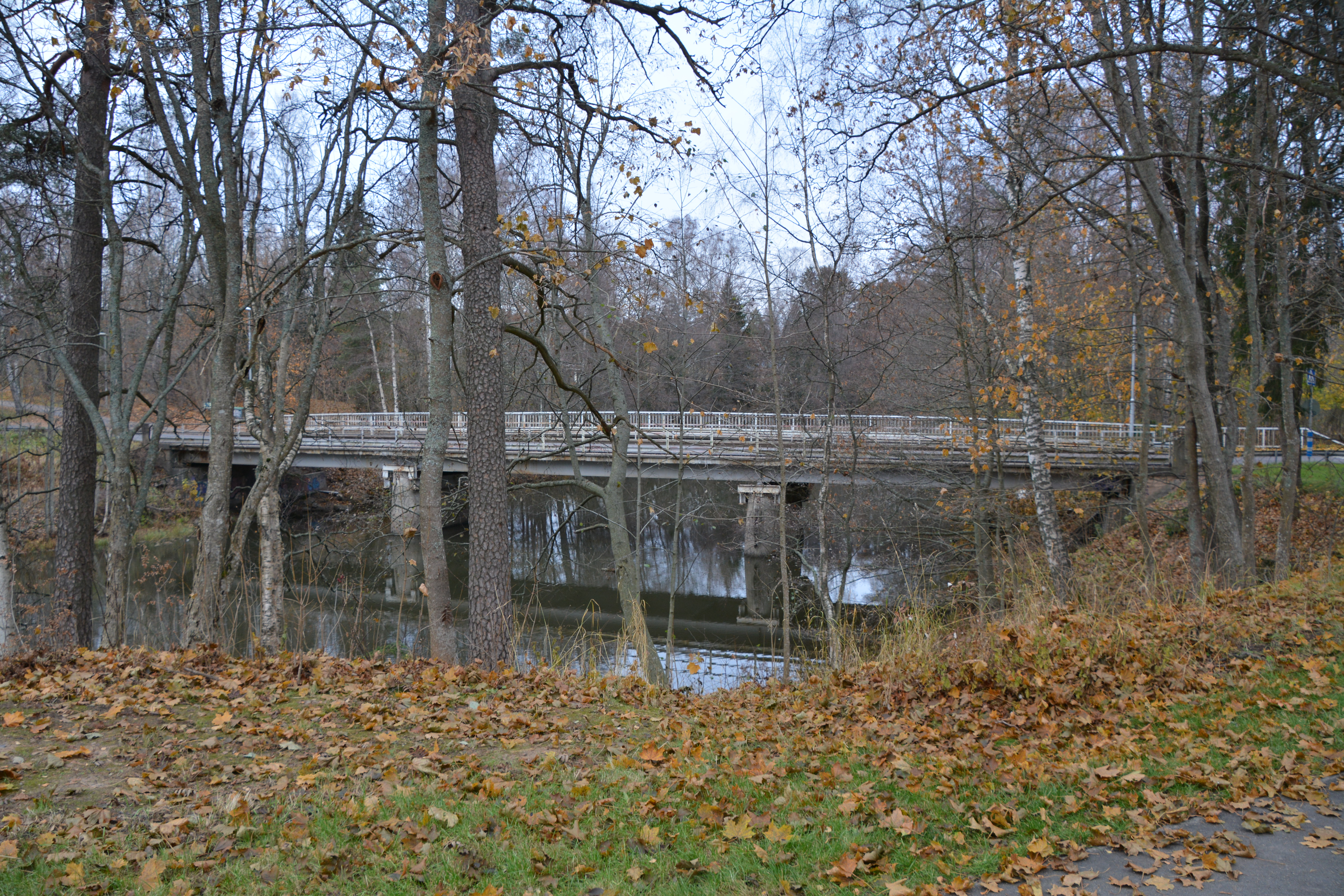
Dagens Landsbro över Landsbro ström

Slaget vid Landsbro var en episod under Stora nordiska kriget 1713.
Den 22 augusti 1713 stod ett mindre slag vid Landsbro ström i Karis i Raseborgs stad, Finland mellan svenska och ryska trupper. Ryssarna hade för avsikt att anfalla mot Åbo längs stora strandvägen, Kungsvägen, förbi Karis. En svensk trupp på 500 soldater under överste Johan Stiernschantz försökte stoppa en rysk armé på 13 200 man vid bron över Svartån, utefter en ungefär en kilometer lång front mellan Kyrksjön och en krök av Svartån. 
Ryskt kavalleri angrep klockan åtta på morgonen, men satt av på grund av gevärseld och vadade över, eftersom svenskarna bränt bron, norr om svenskarna. För att inte bli tagna i ryggen drog sig svenskarna då tillbaka. Efter fyra timmar hade ryssarna forcerat vadstället vid Landsbro. 
År 1934 restes en minnessten, huggen av Bertel Nilsson vid korsningen Landsbrovägen/Karisvägen i Karis.